# Ойтал (Саримолдаєвський сільський округ)
Ойта́л (каз. Ойтал) — село у складі Меркенського району Жамбильської області Казахстану. Входить до складу Саримолдаєвського сільського округу.
Населення — 958 осіб (2021; 977 у 2009, 876 у 1999, 933 у 1989).